# Лагно (озеро)
Лагно — озеро на территории Ребольского сельского поселения Муезерского района Республики Карелия.

## Физико-географическая характеристика
Площадь озера — 1 км², площадь водосборного бассейна — 15,5 км². Располагается на высоте 174,8 м над уровнем моря.
Форма озера лопастная, сложной геометрической формы.
С северо-западной стороны в озеро втекает ручей Оралампи, вытекающий из ламбины, находящейся на территории Финляндии.
С южной стороны в озеро впадает ручей Такхолампи, текущий из озёр Тахкоярви и Чураниярви.
С юго-восточной стороны озера вытекает река Лагноярви, впадающая в озеро Мяндуярви.
Озеро расположено на линии тектонического разлома, начинающегося у восточного берега озера Короппи и тянущегося на запад почти до госграницы. Котловина озера вытянута согласно простиранию линии разлома. Берега сложены кристаллическими породами, местами круто опускающимися к воде.
Населённые пункты возле озера отсутствуют. Ближайший — деревня Колвасозеро — расположен в двадцати километрах к северо-востоку от озера.
Озеро расположено в 7,5 км от Российско-финляндской границы.
Код объекта в государственном водном реестре — 01050000111102000011011.

## Этимология
Название озера происходит от финского, ижорского, карельского, водского lahna, и людиковского, вепсского lahn «лещ».